# The Korea Times
The Korea Times (코리아타임스?, Koria TaimseuLR, K'oria T'aimsŭMR) è il più antico dei tre quotidiani in lingua inglese pubblicati in Corea del Sud (gli altri due sono il The Korea Herald e il Korea JoongAng Daily).

## Storia
Fondato da Helen Kim il 1º novembre 1950, il The Korea Times è la pubblicazione gemella dell'Hankook Ilbo, uno dei quotidiani a maggior tiratura in lingua coreana.

I contenuti del quotidiano spaziano dalla politica alla finanza, dalla cultura allo sport e, da qualche anno, viene pubblicata settimanalmente una sezione chiamata "Foreign Community".

Unitamente ad articoli originali, il The Korea Times pubblica anche articoli su licenza del Los Angeles Times World Report e del The New York Times.